# Trasporti a Sassari
Il servizio di trasporto pubblico della città di Sassari, capoluogo dell'omonima provincia, si compone di una vasta rete di autobus e di una rete tranviaria, gestite rispettivamente da due operatori: ATP e ARST.

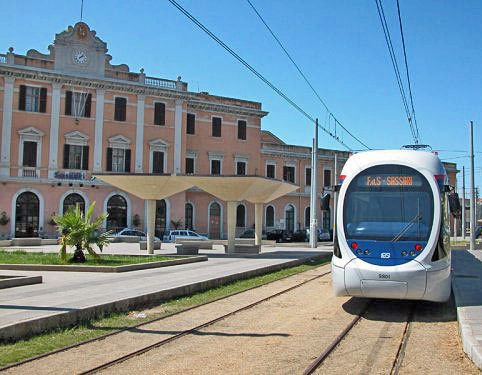
Tram in sosta davanti alla Stazione

## Trasporto tranviario
La rete tranviaria della città, gestita da ARST, collega l'Emiciclo Garibaldi con il quartiere di Santa Maria di Pisa, passando per la Stazione di Sassari. La rete conta attualmente una singola linea, anche se è sono previsti dei prolungamenti nei prossimi anni: in un primo periodo verso i quartieri di Sant'Orsola e Li Punti e successivamente verso Sorso e Alghero.
| Linea | Percorso                                               | Apertura | Lunghezza | Stazioni | Tempo percorrenza |
| ----- | ------------------------------------------------------ | -------- | --------- | -------- | ----------------- |
| 1     | Emiciclo Garibaldi - Stazione FS - Santa Maria di Pisa | 2006     | 4,33 km   | 8        | 17 minuti         |

## Trasporto stradale
I trasporti urbani e suburbani della città vengono svolti con autoservizi di linea gestiti dall'ATP, L’Azienda gestisce in totale 31 linee ordinarie di cui quattro a Porto Torres e ventisei a Sassari. Le linee che fanno riferimento al capoluogo si dividono in urbane e suburbane (queste ultime servono aree assai estese ma a bassa densità abitativa, il cosiddetto Agro di Sassari). Sempre a Sassari sono in esercizio una linea “a chiamata” (AmicoBus) riservata a persone con difficoltà motorie e una linea Notturna in funzione nelle notti di venerdì e sabato. Infine, vi è una linea stagionale limitata al periodo estivo per collegare i comuni di Sennori e Sorso con il prospiciente litorale. Il servizio svolto da ATP S.p.A. si sviluppa su un territorio che per superficie è pressoché identico (e in estate lo supera) a quello del secondo comune più esteso d’Italia. Al 31 dicembre 2020 il parco mezzi è costituito da 108 autobus, con un’età media pari a 10,88 anni. L’Azienda garantisce complessivamente nelle giornate feriali scolastiche 894 corse giornaliere attraverso una rete capillare di 474 chilometri nella quale le fermate sono 860, contrassegnate da apposita segnaletica verticale (cosiddette “paline”), di cui 142 dotate di pensiline d’attesa. Nel corso del 2019 (dato consolidato più recente riferito all’ultimo bilancio approvato) i mezzi dell’Azienda hanno percorso 4.213.839 chilometri, trasportando complessivamente circa 12.785.000 passeggeri in un arco orario quotidiano di servizio che va dalle 06.00 alle 22.30.

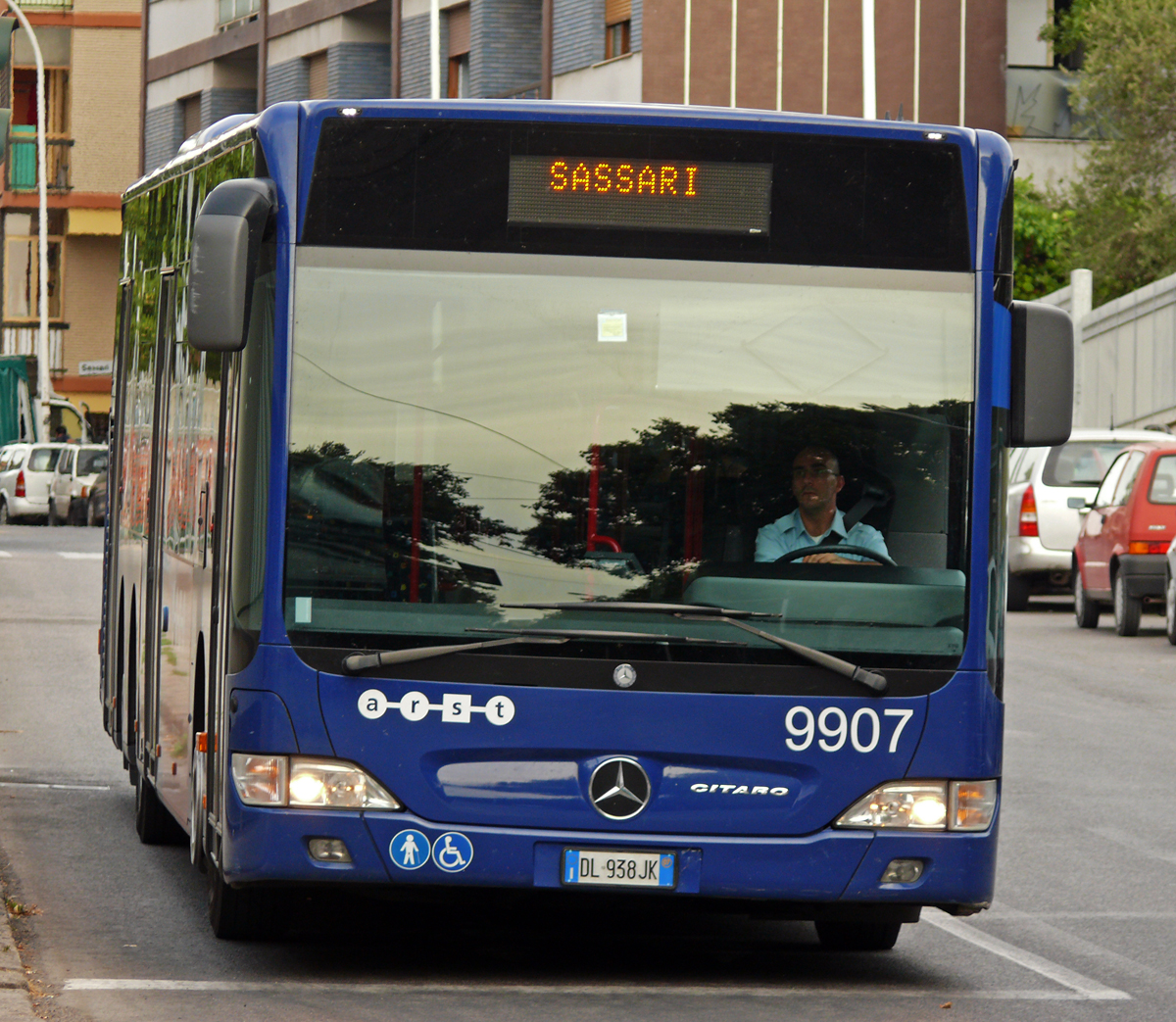
Autobus extraurbano dell'ARST

### Trasporto urbano
| Linea | Percorso                                           |
| ----- | -------------------------------------------------- |
| 1     | Baddimannedda - Piandanna                          |
| 1/    | San Francesco - Piandanna                          |
| 22    | Monserrato - Latte Dolce - Monserrato              |
| 25    | Serra Secca - Latte Dolce - Serra Secca            |
| 3     | Luna e Sole - Sassari 2 - Monte Furru              |
| 4     | Carbonazzi - Sant'Orsola - Carbonazzi              |
| 6     | Monserrato - Carbonazzi - Monserrato               |
| 7     | Scala di Giocca - Prunizzedda - Scala di Giocca    |
| 8     | Stazione FS - Piazzale Segni - Stazione FS         |
| CS    | Circolare Sinistra                                 |
| VV    | Via Tavolara - Tribunale dei Minori - Via Tavolara |

### Trasporto suburbano
| Linea | Percorso                                                    |
| ----- | ----------------------------------------------------------- |
| PN    | Via Tavolara - Predda Niedda - Via Tavolara                 |
| PS    | Via Tavolara - Truncu Reale - Pian de Sorres                |
| SC    | Via Tavolara - San Camillo                                  |
| FL    | C.so R. Margherita - Filigheddu - C.so R. Margherita        |
| SO    | Via Tavolara - Sant'Orsola - Via Tavolara                   |
| CA    | Via Tavolara - Caniga - Prato Comunale - Via Tavolara       |
| BA    | Via Tavolara - Bancali - Saccheddu - Via Tavolara           |
| LA    | Via Tavolara - La Landrigga                                 |
| LP    | Via Tavolara - Li Punti - Baldinca - Viziliu - Via Tavolara |
| OT    | Via Tavolara - Li Punti - Ottava                            |
| MA    | Via Tavolara - Marchetto                                    |
| BB    | Via Tavolara - Buddi Buddi - Badde Longa - Platamona        |
| BB    | Via Tavolara - Buddi Buddi - Marina di Sorso                |
| MP    | Via Tavolara - Ottava - Platamona                           |

### Trasporto extraurbano
Il trasporto extraurbano su gomma è gestito da ARST, la quale fornisce un servizio di collegamento regionale con altri comuni e frazioni.

### Bike sharing
Nonostante negli ultimi anni sia stata potenziata l'estensione delle piste ciclabili, l'utilizzo delle biciclette è tuttora fortemente limitato. In città è presente il servizio di bike sharing Ciclacittà, gestito dal Comune di Sassari, con 3 stazioni di ricarica per le biciclette, le quali sono a pedalata assistita.

### Car sharing
In città è presente un servizio di car sharing, Move ECOsharing.

## Trasporto ferroviario
La stazione di Sassari è collegata dai convogli Trenitalia con Porto Torres e con la stazione di Ozieri-Chilivani. I treni dell'ARST invece consentono di raggiungere Alghero e Sorso; inoltre lo scalo sassarese è capolinea dei convogli del Trenino Verde espletati sulla linea turistica per Palau.

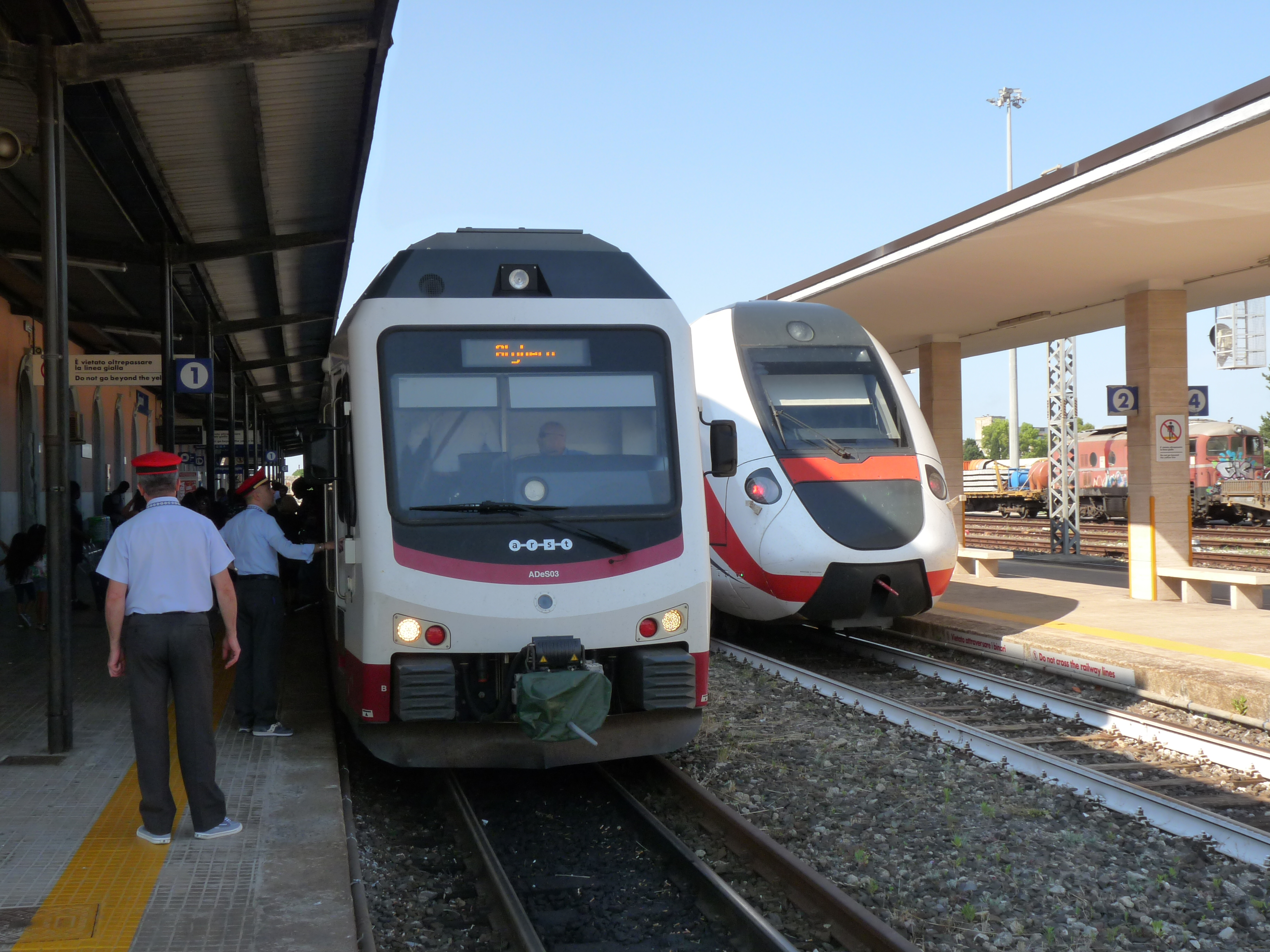
Treni per Alghero e Ozieri Chilivani ai binari 1 e 2